# Hrabovčík
Hrabovčík é um município da Eslováquia, situado no distrito de Svidník, na região de Prešov. Tem 7,1 km² de área e sua população em 2018 foi estimada em 343 habitantes.

## Demografia
| Ano:        | 1994 | 2004    | 2014   | 2024   |
| ----------- | ---- | ------- | ------ | ------ |
| Broj ljudi: | 289  | 328     | 339    | 322    |
| Razlika:    |      | +13,49% | +3,35% | -5,01% |

| Ano:               | 2023 | 2024   |
| ------------------ | ---- | ------ |
| Número de pessoas: | 327  | 322    |
| Diferença:         |      | -1,52% |